# Gornea, Caraș-Severin
Gornea (română 1924: Gornia-Lupovca) este un sat în comuna Sichevița din județul Caraș-Severin, Banat, România. Gornea este situată în sudul Banatului, la sud - est de orașul Moldova Nouă. Coordonatele sale geografice sunt 21. 866699° longitudine estică și 44. 683° latitudine nordică.
Satul are o biserică a cultului creștin-ortodox și o biserică a cultului baptist. În
incinta bisericii ortodoxe din Gornea este amplasat monumentul eroilor căzuți în primul
război mondial. De asemenea, în satul Gornea funcționează o grădiniță cu program normal și Școala Primară cu clasele I–IV.
Odată cu săpăturile arheologice efectuate în apropierea satului Gornea s-au scos la iveală cateva obiecte cu insemne creștine ce datează din secolele IV-V, ceea ce dovedește existența unei vieți cresține pe aceste meleaguri. Acesta a fost unul din motivele pentru care preotul din localitate a inițiat ridicarea schitului. S-a ridicat pe un teren ce a fost pichet graniceresc. Schitul este așezat la 200 de metri distanță de la intersecția care indică drumul spre Gornea și spre Moldova Nouă. Biserica a fost sfințită în anul 2006 cu hramul „Intrarea în biserică a Maicii Domnului” (21 noiemebrie).

## Personalități
- Antonie Iorgovan (1948 - 2007), jurist, om politic, profesor universitar, judecător la Curtea Constituțională a României.

## Legături externe

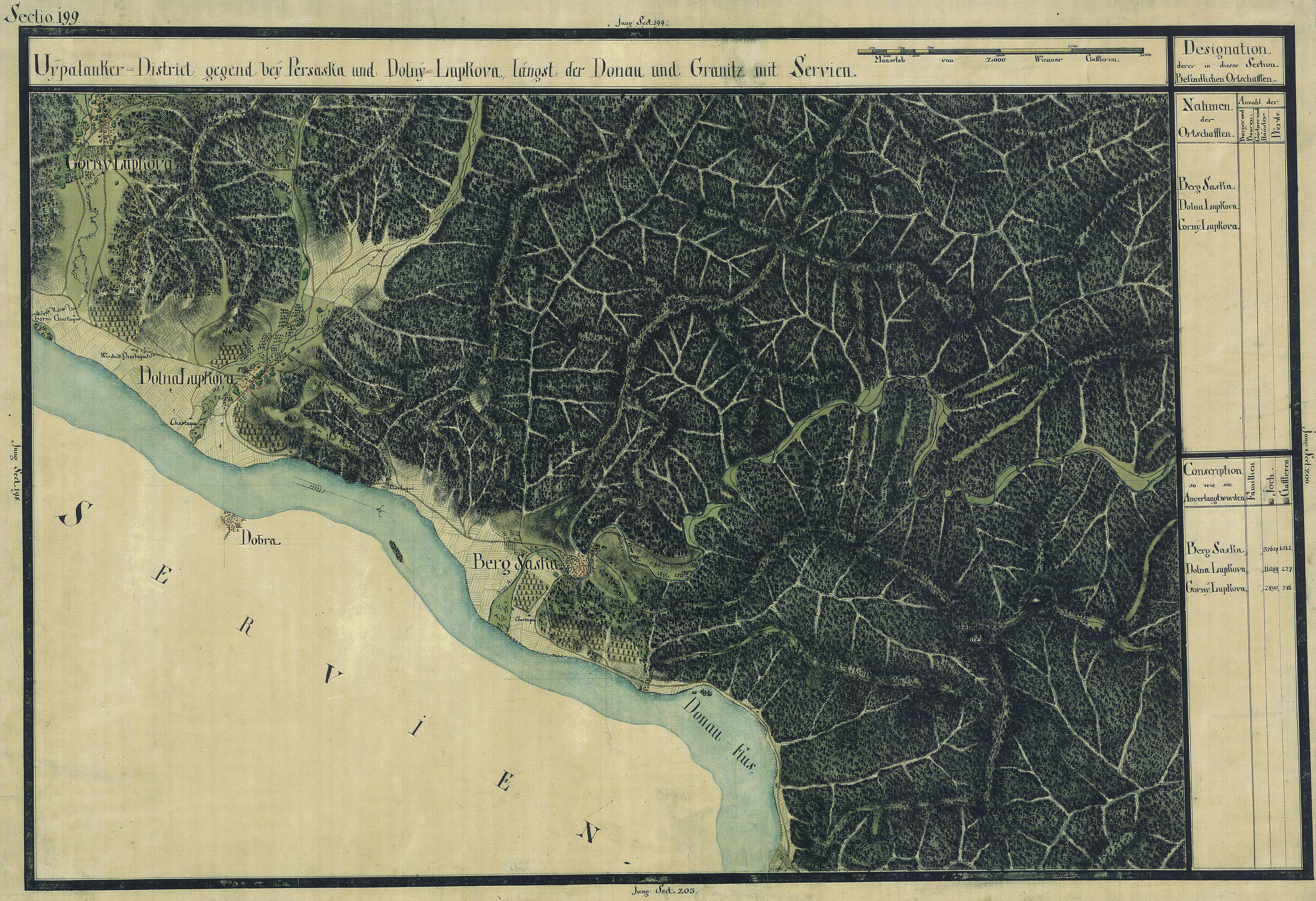
Gornea în Harta Iosefină a Banatului, 1769-72